# Driving Rain
Driving Rain – dwunasty album studyjny brytyjskiego muzyka Paula McCartneya. Wydany został 21 listopada 2001. Nagrania odbyły się w Henson Recording Studio w Los Angeles. Produkcją krążka zajął się David Kahne.

## Okoliczności powstania płyty
"Driving Rain" to pierwsza od czterech lat płyta Paula McCartneya zawierająca nowy materiał, bowiem poprzedni krążek zatytułowany "Run Devil Run" złożony był z rockandrollowych piosenek z lat młodości muzyka. Kilka utworów na płycie zostało napisanych z myślą o drugiej żonie artysty Heather Mills, m.in. "Your Loving Flame".
W dniu 11 września 2001 r. McCartney siedział w samolocie lecącym do Nowego Jorku, gdy wystąpiły ataki terrorystyczne. Wstrząśnięty tragedią zdecydował odpowiedzieć, więc skomponował „Freedom”, a także pomógł zorganizować (obok Harveya Weinsteina) koncert w nowojorskim Madison Square Garden 20 października. Dwie spośród wszystkich piosenek napisał syn Paula McCartneya, James. Były to "Spinning on an Axis" i "Back in the Sunshine Again". "From a Lover to a Friend" to próba pogodzenia się ze śmiercią pierwszej żony Lindy, a została ona nagrana 27 lutego 2001. Był to również pierwszy singiel płyty. W piosence tej McCartney zagrał zarówno na basie, jak i na perkusji.
Album rozszedł się w nakładzie 66 000 egzemplarzy po pierwszym tygodniu w Stanach Zjednoczonych. Na brytyjskich listach przebojów album zadomowił się na 46. miejscu co jest jednym z najgorszych wyników piosenkarza. W Ameryce "Driving Rain" osiągnęła 26. pozycję i została odznaczona Złotym RIAA.

## Lista utworów
Wszystkie piosenki napisane przez Paula McCartneya. Utwory "Spinning on an Axis" i "Back in the Sunshine Again" współtworzył jego syn James.
| 1.  | "Lonely Road"                | 3:16    |
|     |                              |         |
| 2.  | "From a Lover to a Friend"   | 3:48    |
|     |                              |         |
| 3.  | "She's Given Up Talking"     | 4:57    |
|     |                              |         |
| 4.  | "Driving Rain"               | 3:26    |
|     |                              |         |
| 5.  | "I Do"                       | 2:56    |
|     |                              |         |
| 6.  | Tiny Bubble"                 | 4:21    |
|     |                              |         |
| 7.  | "Magic"                      | 3:59    |
|     |                              |         |
| 8.  | "Your Way"                   | 2:55    |
|     |                              |         |
| 9.  | "Spinning on an Axis"        | 5:16    |
|     |                              |         |
| 10. | "About You"                  | 2:54    |
|     |                              |         |
| 11. | "Heather"                    | 3:26    |
|     |                              |         |
| 12. | "Back in the Sunshine Again" | 4:21    |
|     |                              |         |
| 13. | "Your Loving Flame"          | 3:43    |
|     |                              |         |
| 14. | "Riding into Jaipur"         | 4:08    |
|     |                              |         |
| 15. | "Rinse the Raindrops"        | 10:08   |
|     |                              |         |
| 16. | "Freedom"                    | 3:34    |
|     |                              |         |
|     |                              | 1:07:08 |
|     |                              |         |